# Unió de Sindicats Autònoms Sudtirolesos
Unió de Sindicats Autònoms Sudtirolesos (alemany: Autonomer Südtiroler Gewerkschaftsbund, ASGB) és un sindicat autonomista sudtirolès. Inicialment al Tirol del Sud hi havia una secció local de la CGIL, la Camera dei Lavoro, la composició de la qual era formada per dirigents polítics i no tenia en compte la situació ètnica i lingüística del país.
La falta de representació per als treballadors germanòfons i ladins i els antagonismes polítics provocaren el 1950 l'escissió del sindicat democristià Südtiroler Gewerkschaftbund (SGB), associat a la CISL. Inicialment era format per treballadors italians i alemanys, però el 1957 els germanòfons demanaren la creació d'un sindicat ètnic per a ells, i en aquesta reclamació van obtenir el suport del SVP, creat el 1945.
El sindicat es va crear el 1964 com a tal a Meran, per a alemanys i ladins. Els sindicats nacionals criticaren el fet com un intent de dividir la classe treballadora i una maniobra del SVP. Aquesta manca de reconeixement els suposà un problema seriós, ja que no es podien constituir en patronat i no podien fer convenis col·lectius en alemany perquè els altres sindicats no els donaven informació. El 1967, però, arribaren a un acord amb la UIL i amb el sindicat austríac ÖGB, i actuà com a secció germanòfona de la UIL.
Durant els anys setanta va augmentar força d'afiliats mercè l'estatut dels treballadors italià (llei 300/1970), que reconeixia als sindicats un rol important a l'empresa. Arribà a ser el sindicat més representatiu de la petita i mitjana empresa sudtirolesa, cosa que comportà friccions amb la UIL que provocaren el trencament de l'acord el 1976. Això el deixava en situació d'inferioritat respecte als sindicats a nivell nacional, als que no volia unir-se a la proposta de crear un sindicat provincial únic, i mantenir la independència. El 1978 fou parificat a nivell nacional mercè un acord amb el govern provincial.